# Братолюбівка (Лозівський район)
Братолю́бівка — село в Україні, у Лозівській міській громаді Лозівського району Харківської області. Населення становить 61 осіб. До 2020 орган місцевого самоврядування — Катеринівська сільська рада, з 31 серпня 2018 року — Катеринівський старостинський округ Лозівської міської громади.

## Географія
Село Братолюбівка знаходиться на правому березі Бритайського водосховища (річка Бритай).
Вище за течією на відстані 2 км розташоване село Якимівка, нижче за течією на відстані 3 км розташоване село Довгове.

## Історія
Вперше згадується у 1859 році як «дер[евня] влад[ельческая] Братолюбовка (Ильковка)» Павлоградського повіту Катеринославської губернії. Подвійна назва пов'язана з прізвищем власника села, поміщика Ількова. На той час село налічувало 10 дворів і 84 мешканці.
У 1911-му село належало до Катеринівської волості, мало 39 дворів і 238 мешканців (127 ч.с., 111 ж.с.). Селянам було виділено 40 наділів землі, по 4 десятини кожен.
У листопаді 1913 року земська управа оголосила конкурс на отримання підряду на побудову у селі земської двокомплектної школи з кошторисом у 13260 рублів 66 коп.
У 1924 році село належало до Михайлівської сільської ради, мало 55 дворів і 347 мешканців (170 ч.с. і 177 ж.с.). У 1930 році — 65 дворів і 317 мешканців (153 чол.ст. і 164 жін. ст. за даними перепису 1926 року.)
11 жовтня 1941 Братолюбівка була окупована гітлерівськими військами. 16 вересня 1943 року разом з іншими селами Лозівщини була звільнена від окупантів.
З 11 серпня 1954 року Братолюбівка разом з іншими селами Михайлівської сільради ввійшла до складу Катеринівської сільської ради, з 31 серпня 2018 року — до Катеринівського старостинського округу Лозівської міської громади
12 червня 2020 року, відповідно до Розпорядження Кабінету Міністрів України  № 725-р «Про визначення адміністративних центрів та затвердження територій територіальних громад Харківської області», увійшло до складу Лозівської міської громади.
17 липня 2020 року, в результаті адміністративно-територіальної реформи та ліквідації колишнього Лозівського району (1923—2020), увійшло до складу новоутвореного Лозівського району Харківської області.

### Колективні господарства
Під час колективізації селяни Братолюбівки та Софіївки утворили спільний ТСОЗ.
Під час суцільної колективізації мешканці сел Братолюбівка, Михайлівка, Сосипатрівка (Довгове) та Настасівка об'єдналися в колгосп «Радянське село». Через деякий час його розукрупнили на чотири окремі господарства і у Братолюбівці було утворено колгосп імені Будьонного. У грудні 1950 року він разом з іншими колгоспами Михайлівської сільради був приєднаний до катеринівського колгоспу ім. Орджонікідзе.
У даний час землі колишнього к-пу ім. Орджонікідзе обробляє ПОСП «Агросвіт».

## Особи

### Передовики сільськогосподарського виробництва
- Семеренко Андрій Андрійович — фронтовик, артилерист, після війни — голова колгоспу імені Будьонного. Після приєднання господарства до к-пу імені Орджонікідзе працював бригадиром четвертої рільничої (комплексної) бригади, згодом завідувачем молочно-товарної ферми № 4 — однієї з кращих ферм у господарстві. Нагороджений медаллю «За трудову доблесть» (1962) і Малою срібною медаллю ВДНГ (Всесоюзної виставки досягнень народного господарства) 1956 року.[16]
- Середа Раїса Григорівна — доярка к-пу ім. Орджонікідзе, у 1981 році нагороджена медаллю «За трудову відзнаку».[17]